# Glos-sur-Risle
Pour les articles homonymes, voir Glos (homonymie).
Glos-sur-Risle est une commune française située dans le département de l'Eure en région Normandie.

## Géographie

### Localisation
| Saint-Philbert-sur-Risle                     | Montfort-sur-Risle |                       |
| Saint-Philbert-sur-Risle, Freneuse-sur-Risle | Glos-sur-Risle     | Écaquelon, Thierville |
|                                              | Pont-Authou        | Thierville            |

### Boisement
La moitié est de la commune de Glos-sur-Risle est couverte par la forêt de Montfort.

### Hydrographie
La commune est située dans le bassin Seine-Normandie. Elle est drainée par la Risle, un bras de la Risle et divers autres petits cours d'eau,.
La Risle, d'une longueur de 145 km, prend sa source dans la commune de Planches et se jette  dans la Seine à Berville-sur-Mer, après avoir traversé 52 communes.Les caractéristiques hydrologiques de la Risle sont données par la station hydrologique située sur la commune de Pont-Authou. Le débit moyen mensuel est de 11,6 m3/s. Le débit moyen journalier maximum est de 88,1 m3/s, atteint lors de la crue du 26 mars 2001. Le débit instantané maximal est quant à lui de 115 m3/s, atteint le même jour.

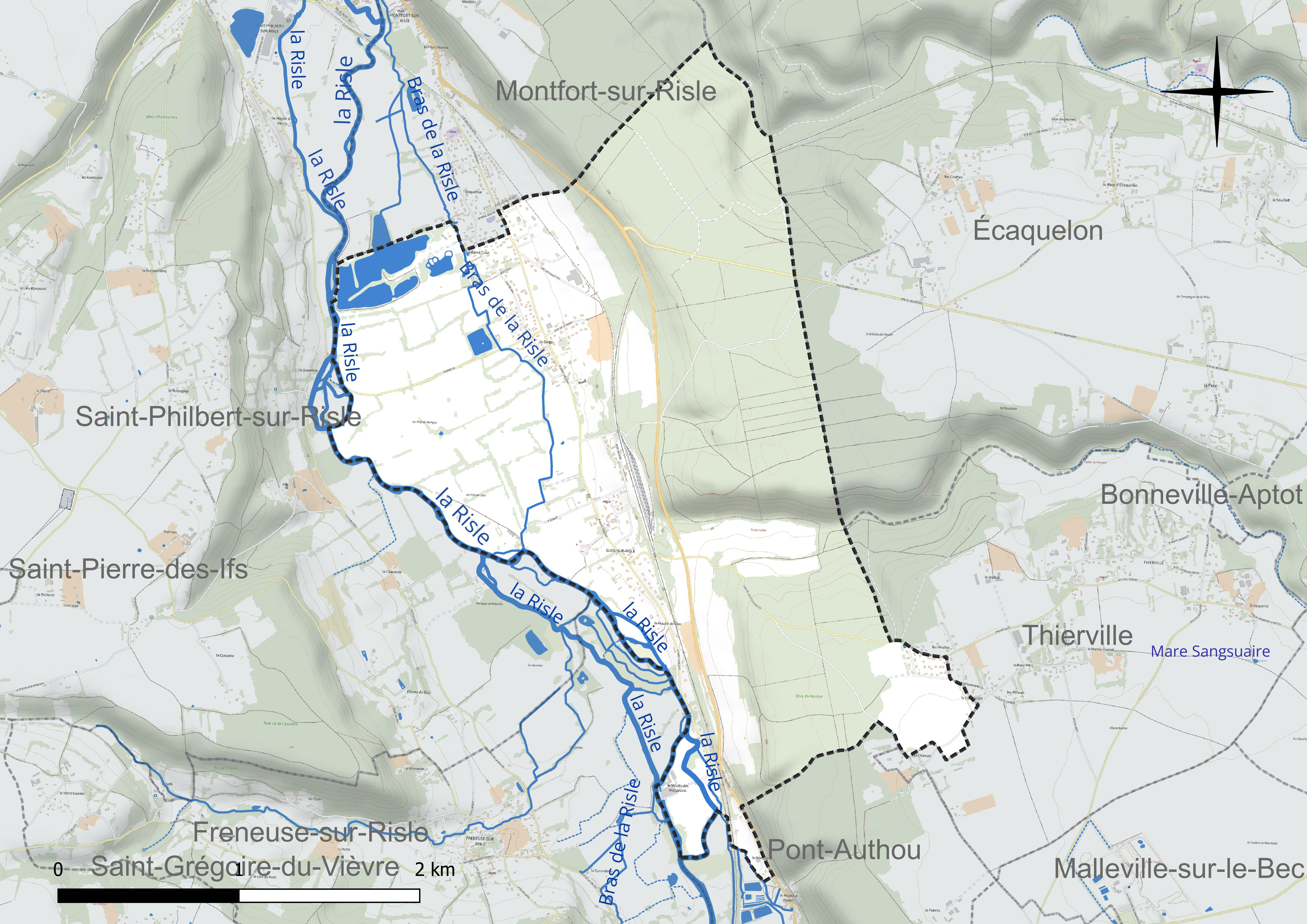
Réseau hydrographique de Glos-sur-Risle.

### Climat
Pour des articles plus généraux, voir Climat de la Normandie et Climat de l'Eure.
En 2010, le climat de la commune est de type climat océanique altéré, selon une étude du CNRS s'appuyant sur une série de données couvrant la période 1971-2000. En 2020, Météo-France publie une typologie des climats de la France métropolitaine dans laquelle la commune est exposée à un climat océanique et est dans la région climatique  Côtes de la Manche orientale, caractérisée par un faible ensoleillement (1 550 h/an) ; forte humidité de l’air (plus de 20 h/jour avec humidité relative > 80 % en hiver), vents forts fréquents. Parallèlement le GIEC normand, un groupe régional d’experts sur le climat, différencie quant à lui, dans une étude de 2020, trois grands types de climats pour la région Normandie, nuancés à une échelle plus fine par les facteurs géographiques locaux. La commune est, selon ce zonage, exposée à un « climat contrasté des collines », correspondant au Pays d’Auge, Lieuvin et Roumois, moins directement soumis aux flux océaniques et connaissant toutefois des précipitations assez marquées en raison des reliefs collinaires qui favorisent leur formation.
Pour la période 1971-2000, la température annuelle moyenne est de 10,7 °C, avec  une amplitude thermique annuelle de 13,3 °C. Le cumul annuel moyen de précipitations est de 792 mm, avec 12,8 jours de précipitations en janvier et 8,3 jours en juillet. Pour la période 1991-2020, la température moyenne annuelle observée sur la station météorologique la plus proche, située sur la commune de Brionne à 9 km à vol d'oiseau, est de 11,5 °C et le cumul annuel moyen de précipitations est de 791,7 mm,. Pour l'avenir, les paramètres climatiques de la commune estimés pour 2050 selon différents scénarios d’émission de gaz à effet de serre sont consultables sur un site dédié publié par Météo-France en novembre 2022.

### Milieux naturels et biodiversité

#### Natura 2000
- Site Natura 2000 « Risle, Guiel, Charentonne »[14].

#### ZNIEFF de type 1
- Les prés de Morigny[15] ;
- La petite vallée[16].

#### ZNIEFF de type 2
- La vallée de la Risle de Brionne à Pont-Audemer, la forêt de Montfort[17].

#### Site classé
- Le vallée de la Risle  Site classé (1993)[18].

#### Site inscrit
- L'église, le cimetière, l'ancienne chapelle, le pigeonnier  Site inscrit (1942)[19].

## Urbanisme

### Typologie
Au 1er janvier 2024, Glos-sur-Risle est catégorisée commune rurale à habitat dispersé, selon la nouvelle grille communale de densité à 7 niveaux définie par l'Insee en 2022.
Elle est située hors unité urbaine et hors attraction des villes,.

### Occupation des sols
L'occupation des sols de la commune, telle qu'elle ressort de la base de données européenne d’occupation biophysique des sols Corine Land Cover (CLC), est marquée par l'importance des territoires agricoles (51 % en 2018), une proportion sensiblement équivalente à celle de 1990 (51,6 %). La répartition détaillée en 2018 est la suivante : 
forêts (43,7 %), prairies (33,1 %), terres arables (9,8 %), zones agricoles hétérogènes (8 %), zones urbanisées (4,3 %), milieux à végétation arbustive et/ou herbacée (1 %). L'évolution de l’occupation des sols de la commune et de ses infrastructures peut être observée sur les différentes représentations cartographiques du territoire : la carte de Cassini (XVIIIe siècle), la carte d'état-major (1820-1866) et les cartes ou photos aériennes de l'IGN pour la période actuelle (1950 à aujourd'hui).

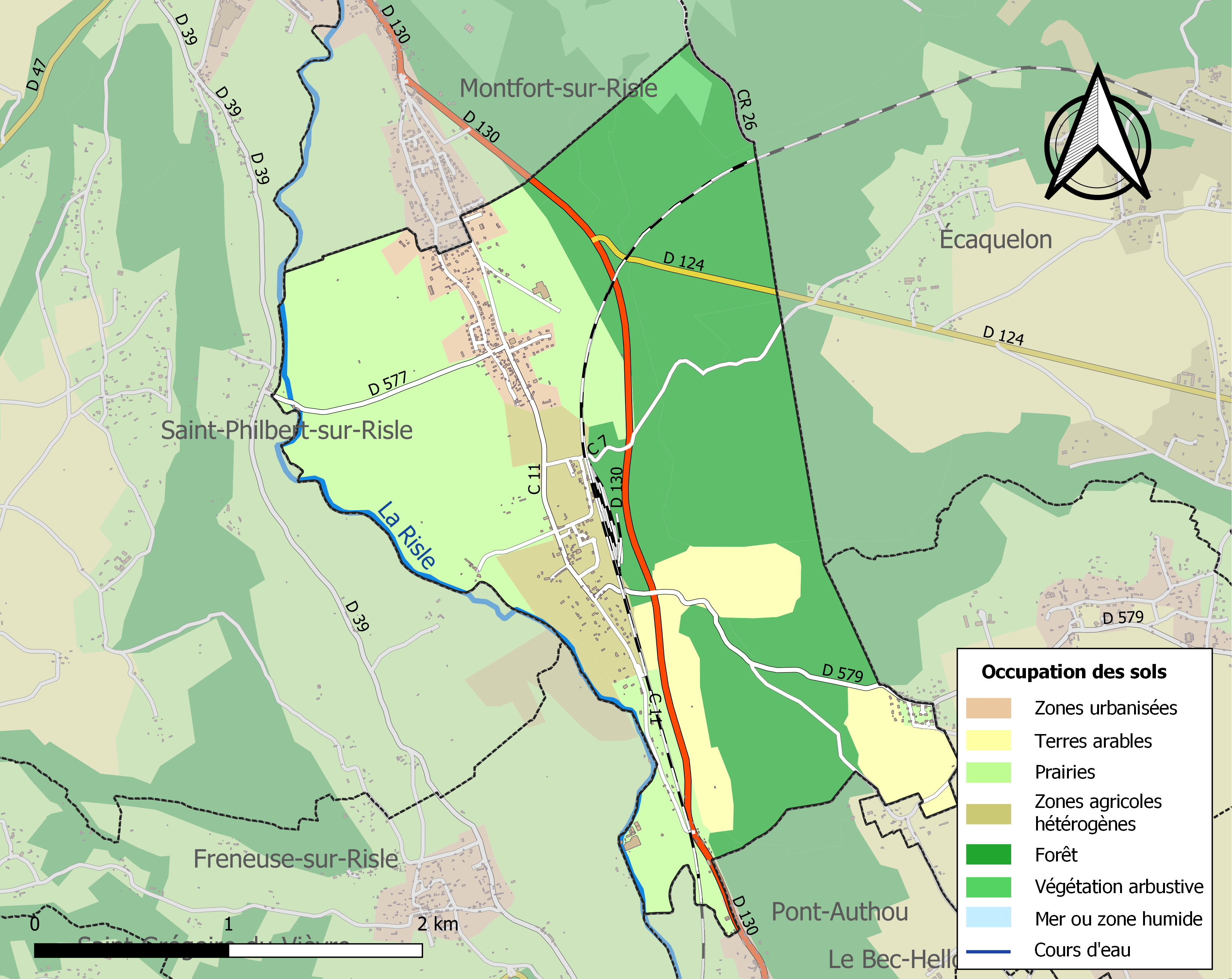
Carte des infrastructures et de l'occupation des sols de la commune en 2018 (CLC).

### Voies de communication et transports

#### Transport ferroviaire
La commune est desservie par les lignes de Serquigny à Oissel et d'Évreux à Quetteville.
Le bâtiment voyageurs de la gare de Glos - Montfort est implanté sur son territoire.

## Toponymie
Le nom de la localité est attesté sous la forme Gloz en 1175 (charte de Rotrou, arch. de Rouen), Cloz en 1203 (cartulaire de Bourg-Achard).
L'origine du toponyme est incertaine. Il peut être issu d'une variante du gaulois clottu, « grotte », « excavation »,, ou encore d'un anthroponyme germanique tel que Chlodio,.
La Risle est une rivière de Normandie, qui s'écoule dans les départements de l'Orne et de l'Eure.

## Histoire
- Bombardements en 1944 visant la ligne de chemin de fer

## Politique et administration
| Période                                  | Période  | Identité   | Étiquette | Qualité |
| ---------------------------------------- | -------- | ---------- | --------- | ------- |
| mars 2001                                | En cours | André Tihy | DVG       | Ouvrier |
| Les données manquantes sont à compléter. |          |            |           |         |

## Population et société

### Démographie
L'évolution du nombre d'habitants est connue à travers les recensements de la population effectués dans la commune depuis 1793. Pour les communes de moins de 10 000 habitants, une enquête de recensement portant sur toute la population est réalisée tous les cinq ans, les populations de référence des années intermédiaires étant quant à elles estimées par interpolation ou extrapolation. Pour la commune, le premier recensement exhaustif entrant dans le cadre du nouveau dispositif a été réalisé en 2008.

En 2022, la commune comptait 598 habitants, en évolution de +2,05 % par rapport à 2016 (Eure : −0,25 %, France hors Mayotte : +2,11 %).
| 1793 | 1800 | 1806 | 1821 | 1831 | 1836 | 1841 | 1846 | 1851 |
| ---- | ---- | ---- | ---- | ---- | ---- | ---- | ---- | ---- |
| 346  | 333  | 343  | 283  | 310  | 319  | 320  | 337  | 310  |

| 1856 | 1861 | 1866 | 1872 | 1876 | 1881 | 1886 | 1891 | 1896 |
| ---- | ---- | ---- | ---- | ---- | ---- | ---- | ---- | ---- |
| 289  | 406  | 419  | 351  | 387  | 369  | 374  | 358  | 372  |

| 1901 | 1906 | 1911 | 1921 | 1926 | 1931 | 1936 | 1946 | 1954 |
| ---- | ---- | ---- | ---- | ---- | ---- | ---- | ---- | ---- |
| 378  | 394  | 409  | 387  | 389  | 328  | 322  | 320  | 343  |

| 1962 | 1968 | 1975 | 1982 | 1990 | 1999 | 2006 | 2008 | 2013 |
| ---- | ---- | ---- | ---- | ---- | ---- | ---- | ---- | ---- |
| 416  | 413  | 413  | 404  | 442  | 415  | 427  | 431  | 542  |

| 2018 | 2022 | - | - | - | - | - | - | - |
| ---- | ---- | - | - | - | - | - | - | - |
| 596  | 598  | - | - | - | - | - | - | - |

## Culture locale et patrimoine

### Lieux et monuments
La commune de Glos-sur-Risle compte un édifice inscrit au titre des monuments historiques :
- Un manoir du XIIIe siècle au lieu-dit les Prés de Glos  Inscrit MH (1999)[35]. Le logis est de plan rectangulaire avec un cellier à demi-enterré et un étage à usage d'habitation. Il possède encore des fenêtres géminées à colonnettes à chapiteaux sculptés. Le colombier circulaire a été remanié au XVIe siècle.

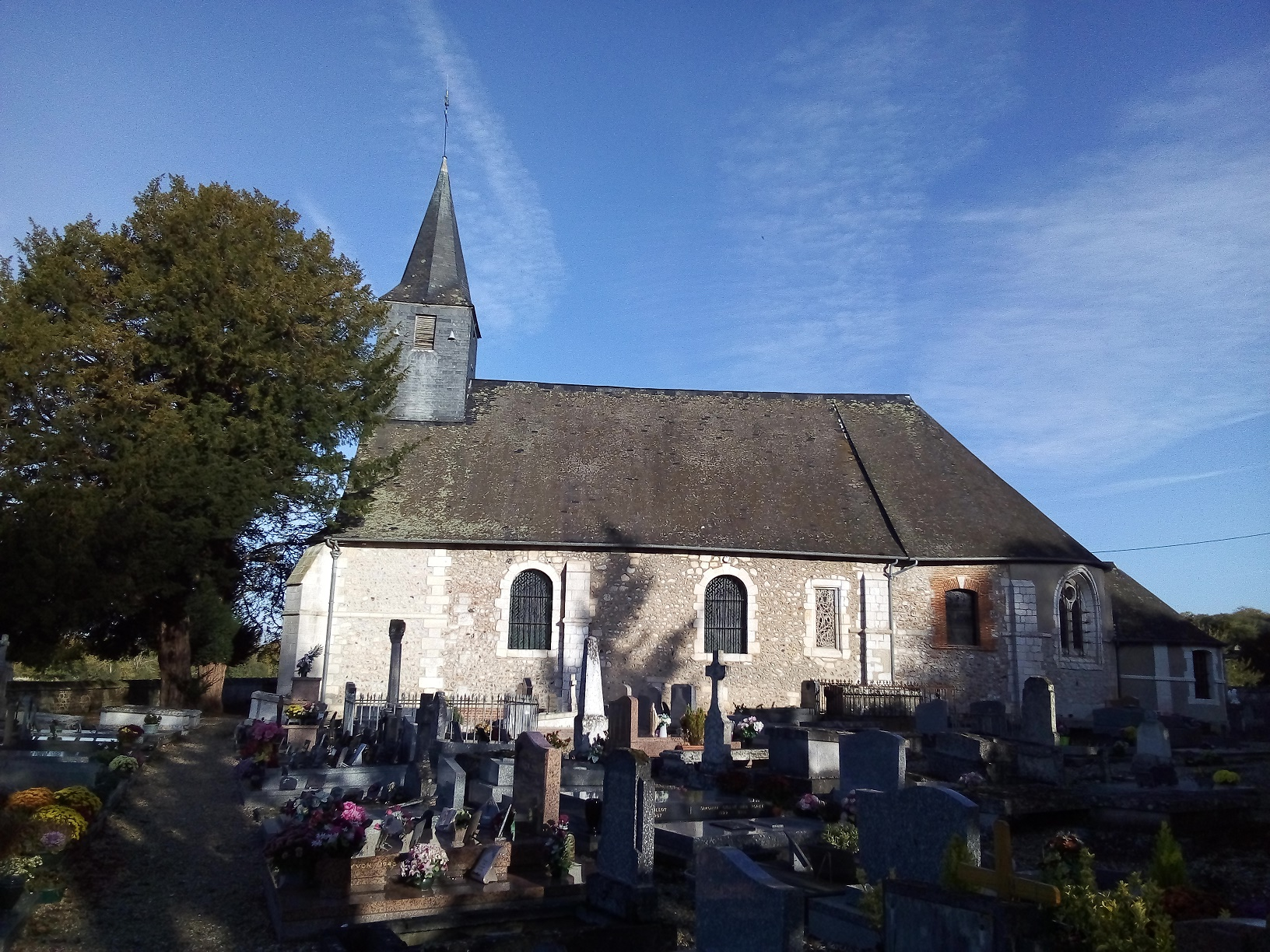
Église Saint-Vincent.

Par ailleurs, plusieurs autres édifices sont inscrits à l'inventaire général du patrimoine culturel :
- L'église Saint-Vincent (XIe, XIIe et XVIIIe)[36]. Le chœur et le mur sud de la nef datent du XIe ou XIIe siècle. Les fenêtres du chœur ont été repercées au XIIIe siècle. Le mur nord de la nef, la façade ouest, la sacristie, les baies du mur sud de la nef sont du XVIIIe siècle ;
- Un château du XVIIIe siècle au lieu-dit la Forge[37]. Le logis et la chapelle ont été édifiés au XVIIIe siècle. Le logis a été remanié au XIXe siècle ;
- Un moulin à blé, filature du XIXe siècle[38]. Le moulin à blé Leroy est mentionné en 1540. Il appartenait à l'évêque d'Avranches. Il est remplacé par une filature construite entre 1853 et 1856 pour M. Lejeune sur l'autre rive du bras gauche de la Risle ;
- Une ferme du XVIIIe siècle[39].

### Personnalités liées à la commune
Claude Gensac a vécu dans la commune et est enterrée dans le cimetière de celle-ci.

## Héraldique
| Blason à dessiner | Blason  | Écartelé, le trait du coupé ondé: au 1er d'or à la grappe de raisin feuillée de sinople et tigée de tenné en chef dextre et au trèfle de sinople en pointe senestre, au 2e de gueules aux ruines du pigeonnier et de la chapelle du XIIIe siècle d'argent, l'une au-dessus de l'autre, au 3e de gueules à la quenouille d'argent accompagnée en pointe de deux épis de blé du même, celui de dextre posé en bande et celui de senestre posé en barre, au 4e d'or à la feuille de chêne de sinople posée en barre. |
| Blason à dessiner | Détails | Adopté le 22 mai 2023. |